# Ranoidea impura
Ranoidea impura (tên tiếng Anh: Southern New Guinea Treefrog) là một loài ếch thuộc họ Pelodryadidae.
Đây là loài đặc hữu của Papua New Guinea.
Môi trường sống tự nhiên của chúng là xavan ẩm, đầm nước ngọt, và đầm nước ngọt có nước theo mùa.